# Alberto Núñez Feijóo
Alberto Núñez Feijóo (* 10. září 1961 Peares) je španělský politik, který je od 22. dubna 2022 předsedou Lidové strany a senátorem španělského senátu. V letech 2009–2022 byl předsedou vlády Galicie za Lidovou stranu Galicie.
Narodil se v provincii Ourense do rodiny stavbyvedoucího. V roce 1984 dokončil studium práva na Univerzitě v Santiago de Compostela. Kvůli nezaměstnanosti svého otce nemohl dále směřovat k vysněné kariéře soudce, ale musel se nechat zaměstnat jako úředník.
V roce 1991 se stal generálním tajemníkem galicijského ministerstva zemědělství. S ministrem Josém Manuelem Romayem Beccaríou se pak přesunul na galicijské ministerstvo zdravotnictví a následně na španělské ministerstvo zdravotnictví. V letech 2000–2003 byl předsedou Státní společnosti pro poštu a telegrafy.
V mládí volil Španělskou socialistickou dělnickou stranu, ale v roce 2002 se stal členem Lidové strany. V roce 2006 se stal předsedou Lidové strany Galicie, oblastní části všešpanělské Lidové strany. Když tato strana vyhrála volby, stal se předsedou oblastní vlády. Svou pozici obhájil i ve volbách v letech 2012, 2016 a 2020.